# Sragen (huyện)

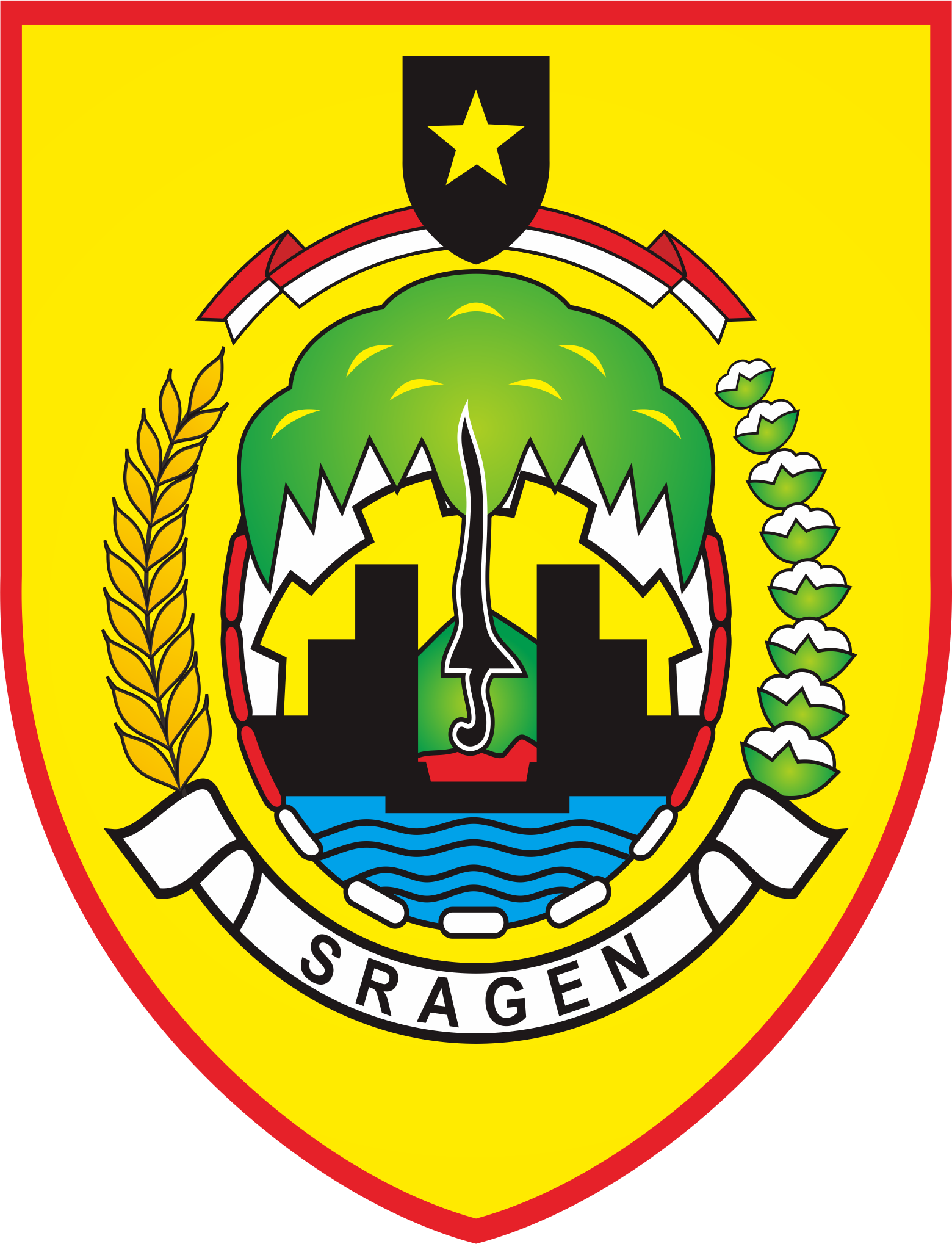
Sragen

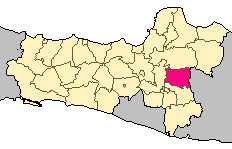
Vị trí tại Trung Java

Sragen là một huyện (tiếng Indonesia: kabupaten) ở phần phía đông của tỉnh Trung Java tại Indonesia. Huyện lị là Sragen, phía đông Surakarta nằm cách 30 km về phía đông bắc của Solo. Sragen giáp với tỉnh Đông Java ở phía đông. Sông Solo chảy qua các cánh đồng lúa phì nhiêu trong huyện. Huyện Sragen có diện tích 946,49 km², dân số năm 2003 là 860.000, mật độ đạt 908,62 người/km².
Sragen được phân thành các phó huyện/xã: Gemolong, Gesi, Gondang, Jenar, Kalijambe, Karangmalang, Kedawung, Masaran, Miri, Mondokan, Ngrampal, Plupuh, Sambirejo, Sambungmacan, Sidoharjo, Sragen, Sukodono, Sumberlawang, Tangen, Tanon.